# Helictotrichon adzharicum
Helictotrichon adzharicum är en gräsart som först beskrevs av Nicholas Michailovitj Albov, och fick sitt nu gällande namn av Aleksandr Alfonsovitj Grossgejm. Helictotrichon adzharicum ingår i släktet Helictotrichon och familjen gräs. Inga underarter finns listade i Catalogue of Life.